# Lycée Blanche-de-Castille
Ne doit pas être confondu avec Blanche de Castille.
Le lycée Blanche-de-Castille est un établissement scolaire catholique sous contrat d'association avec l'État, situé depuis 1928 au 43 boulevard Jules-Verne, quartier Nantes Erdre à Nantes. Auparavant réservé aux jeunes filles et mixte depuis les années 1990, c'est l'un des plus anciens lycées de la ville. Un des bâtiments remarquables du site est le château du Plessis-Tison, construit au début du XVIIe siècle sur le domaine du même nom, auparavant propriété de la famille de La Tullaye. Plusieurs autres constructions s'échelonnent des années 1930 à 2018.
Fondé par les Ursulines de l'Union romaine, l'établissement est sous tutelle de cette congrégation. Son projet éducatif est d'inspiration dite « méricienne » car basé sur la vie et les principes de Sainte Angèle Merici au XVe siècle.

## Histoire

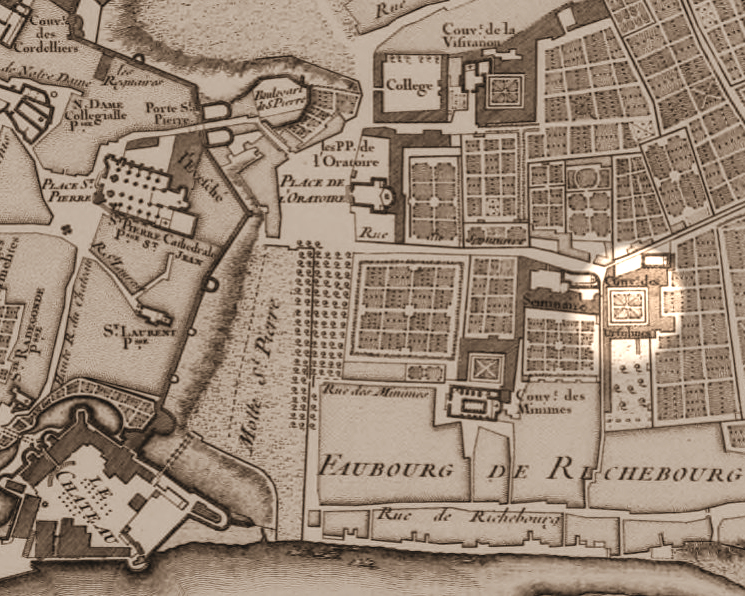
Lumière sur le premier couvent des ursulines à Nantes (plan Cacault 1756-1757).

### 1627-1792: première école des ursulines
Venues de Saumur, les religieuses ursulines s'installent à Nantes en 1627, dans le "faubourg de Richebourg", non loin du château des ducs.
Selon la tradition de cette congrégation, chaque couvent de sœurs est alors accompagné d'une école gratuite et d'un pensionnat (jeunes filles), quasi systématiquement baptisés du nom de sainte Angèle ou sainte Ursule. Le domaine, agrandi progressivement grâce aux dots des religieuses entrantes, couvre à la fin du XVIIIe siècle une surface de plusieurs hectares vers l'Est, à l'emplacement actuel du jardin des plantes.

### 1792-1806: expulsion
Fin septembre 1791, le pensionnat est vidé de ses occupantes. Le 1er octobre 1792, les ursulines sont expulsées du couvent. L'une d'elles, Angélique Berthelot, est guillotinée le 2 mars 1794 place du Bouffay, pour avoir refusé de prêter serment à la République et enseigné le catéchisme (12 ventôse an II). 7 autres meurent en prison. Madeleine Trébuchet, sœur de Sophie Trébuchet et tante de Victor Hugo, est alors novice au sein de la congrégation. Les bâtiments confisqués servent tour à tour de caserne, d’hôpital, puis de lycée impérial à partir de 1808. Ils seront totalement reconstruits entre 1886 et 1892 pour former le lycée Clemenceau actuel.

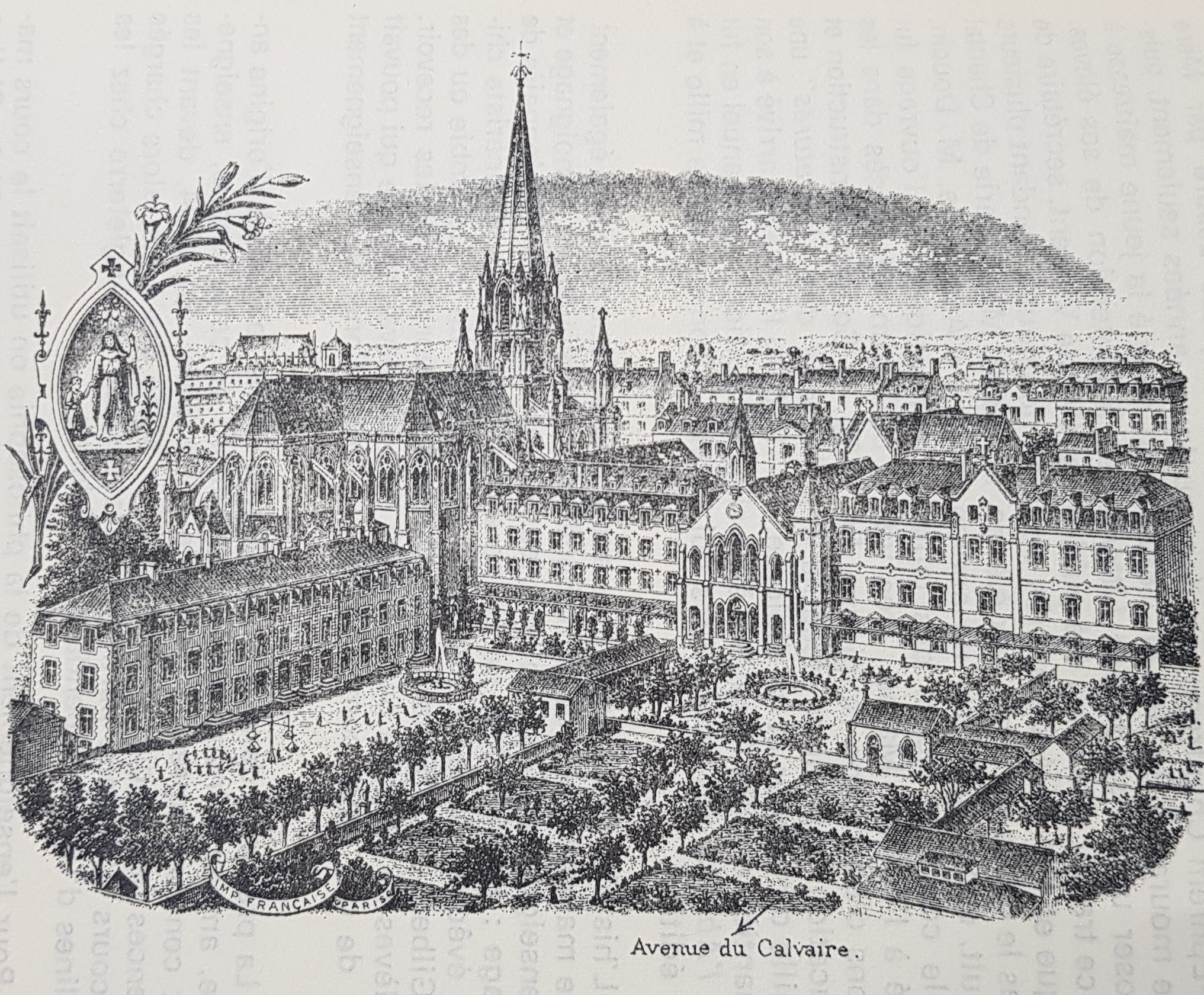
Gravure représentant le 2e couvent, rue Saint-Clément.

### 1806-1906: rue Saint-Clément
En 1806, grâce à Letizia Bonaparte, mère de l'empereur Napoléon Ier, les ursulines obtiennent le rétablissement de leur congrégation. Elles s'installent dans l'ancienne maison des sulpiciens de saint Clément, aujourd'hui caserne de pompiers. Le pensionnat rouvre en 1806, puis l'externat (école) en 1830. En 1858, ce dernier possède son propre omnibus avec ses chevaux, pour les élèves plus éloignées. Les classes se développent, en particulier au cours de la 2e moitié du XIXe siècle.
Pour la première fois, on donne des vacances aux pensionnaires : trois semaines fin septembre en 1840, décalées à la mi-août vers 1850, des congés à Pâques à partir de 1859, puis deux mois accordés l'été à partir de 1865, et enfin quelques jours ajoutés pour le 1er janvier vers 1870.
En 1872, les sœurs ursulines accueillent 350 enfants, puis 480 à la fin du XIXe siècle (dont 160 externes, 60 pensionnaires et 240 à l'école paroissiale).

### 1906-1928: second départ
À la suite de la loi du 8 juillet 1904 relative à la suppression de l'enseignement congréganiste en France, les religieuses sont une nouvelle fois expulsées de force, le 7 mai 1907. La plupart des sœurs étaient déjà parties pour Merbes en Belgique, tandis que quelques autres s'étaient "sécularisées" afin de continuer leur œuvre d'éducation, en accord avec les supérieures de l'ordre. Elles ouvrent dès 1906 le cours Blanche de Castille et l'école Sainte-Marie, cette dernière étant rattachée à la paroisse de Saint-Clément. Le 5 novembre de cette même année voit 134 élèves faire leur rentrée à Blanche de Castille, au 23 et 23 bis rue Saint-Clément (aujourd'hui rue Maréchal-Joffre), réparties sur 5 niveaux et 12 classes. En 1912, l'école accueille 198 externes, 30 internes, et une classe préparatoire au baccalauréat ouvre en 1916, avec 12 élèves. En parallèle, deux maisons sont louées rue de Paris (aujourd’hui rue du Général-Buat) afin de servir d'internat.
Le 18 septembre 1917, une dizaine de sœurs rentrent à Nantes après un voyage d'un mois à travers l'Allemagne et la Suisse, pour s'installer rue des Orphelins (aujourd'hui rue Gaston-Turpin). Elles ne peuvent toujours pas enseigner officiellement mais visitent quotidiennement le cours rue Saint-Clément.

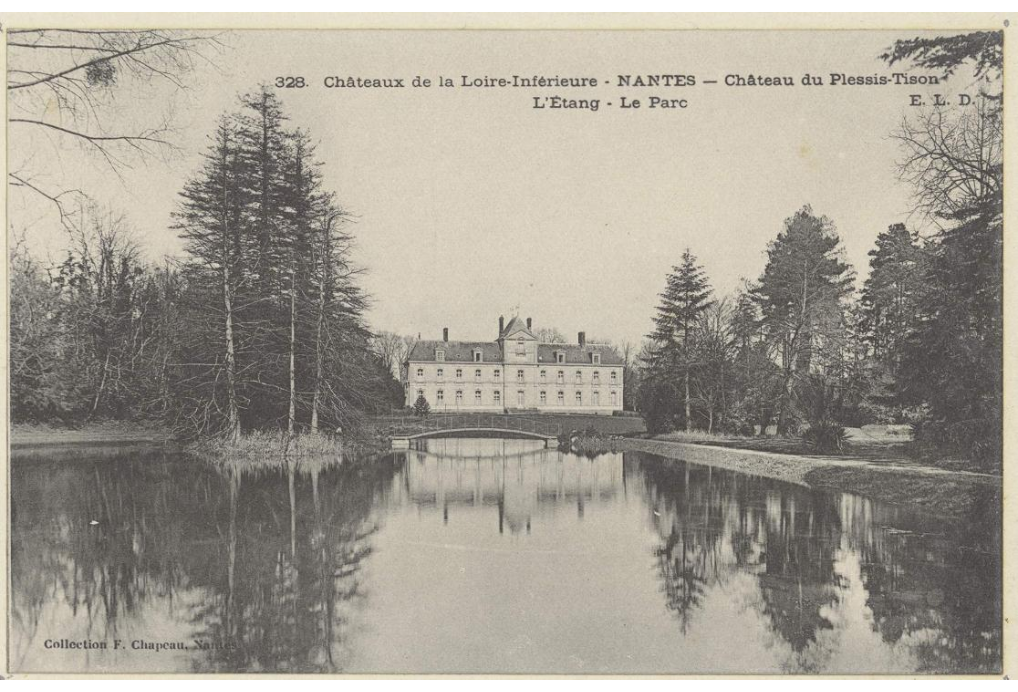
Le château du Plessis-Tison.

### Depuis 1928: au Plessis-Tison
Le reste des religieuses rentre à Nantes en 1921 et s'installe au manoir de Bois Hue, à Saint-Joseph de Porterie.
En mars 1928, afin de regrouper toute la communauté et ses œuvres, les ursulines achètent le château du Plessis-Tison et 4 hectares de terrain (sur les 25 mis en vente), au marquis René de La Tullaye. Les pensionnaires déménagent les premières et y font leur rentrée en septembre 1928, tandis que les externes sont transférées en octobre 1929, pour former la désormais "institution" Blanche de Castille. Dès l’année suivante, on construit l’école paroissiale Sainte-Angèle, puis le bâtiment de la Communauté sur le site des anciennes écuries, une nouvelle chapelle et un bâtiment pour l'externat.
L'établissement se développe, et le nombre d'élèves ne cesse d'augmenter. Un contrat simple, puis d'association est passé avec l'État dans les années 1960. Trois nouveaux bâtiments sont construits entre 1965 et 1980 : le self, puis le primaire et le collège, formant une nouvelle aile au Sud-Ouest pour le château.
Blanche de Castille s'ouvre à l'international dès les années 1990, avec notamment une section européenne. En 1989 et 2006 sont inaugurés respectivement le nouveau lycée et le pôle scientifique. Une classe préparatoire aux grandes écoles B/L voit le jour en 2008.

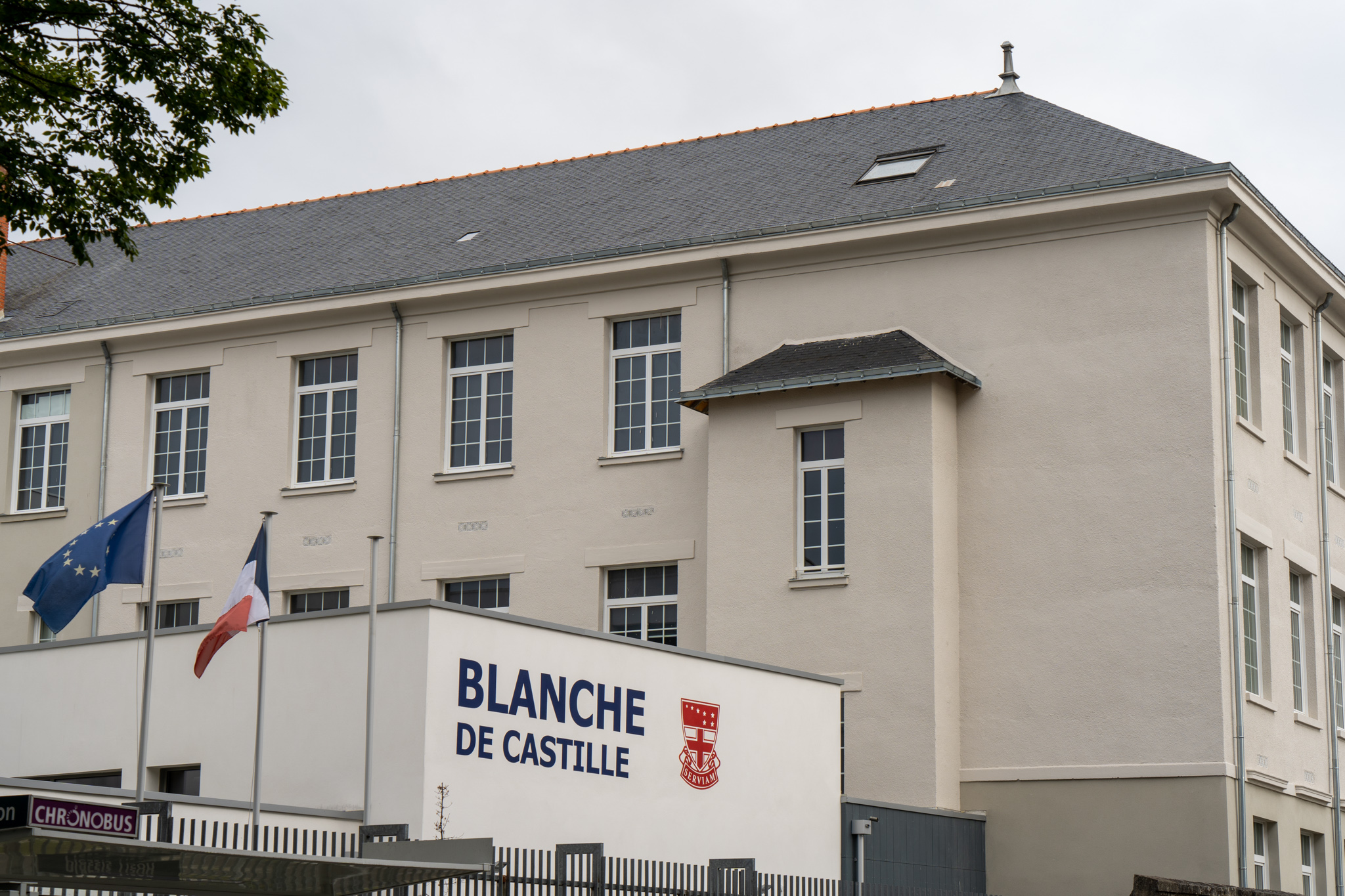
Le nouveau bâtiment d'accueil, vu depuis le boulevard Jules-Verne.

De grands travaux sont à nouveau engagés à partir de 2016 dans le cadre du projet "BDC 2020" : le château et le bâtiment du self sont entièrement rénovés, tandis que le primaire déménage dans l'ancien bâtiment lycée. La façade Sud XVIIe du château (en tuffeau) subit un ravalement complet en 2018. Le nouveau bâtiment d'accueil sort de terre la même année.
Une section binationale franco-espagnole, dite BachiBac, voit le jour en 2014, tandis qu'une section internationale franco-britannique est créée à la rentrée 2017, pour une première session OIB en juin 2020.
Le 4 août 2021, les trois dernières religieuses ursulines de l'Union Romaine présentes sur site quittent l'établissement. Pour la congrégation, c'est la fin de près de 400 ans de présence à Nantes.
En 2023, l'établissement compte environ 2000 élèves, scolarisés de la petite section de maternelle aux classes préparatoires, sur un seul site.

## Administration
L'établissement est géré par l'association d'éducation familiale et scolaire Blanche de Castille (AEFS), équivalent des OGEC (organismes de gestion de l'enseignement catholique) dans la plupart des autres établissements. Il dépend de la congrégation des ursulines de l'union romaine.
L'autorité de tutelle est la supérieure de la province France-Belgique-Espagne de la congrégation des Ursulines. Elle est assistée par un laïc délégué de tutelle.

### Direction
Le coordinateur actuel est Fabien Marinoni, nommé à l'été 2023, auparavant chef d'établissement de l'ensemble scolaire Chabrillan Saint Jean-Baptiste à Montélimar. Il dirige le secondaire, et est assisté par trois adjoints de direction, responsables du collège, lycée-CPGE, vie scolaire.
Jean-Paul Delahaye est le chef d'établissement du primaire.

### Professeurs et personnels
La communauté éducative est composée de professeurs, de personnels d'éducation et d'encadrement, du personnel administratif et de deux aumôniers.
En 2023 :
- 6 cadres de direction
- 2 prêtres accompagnateurs
- 150 professeurs
- 50 personnels et cadres administratifs et techniques
- 22 personnels d'encadrement et de vie scolaire

## Classements
- En 2023, le lycée se classe 8e  sur 48 au niveau départemental quant à la qualité d'enseignement, et 535e sur 1851 au niveau national (lycées de plus de 100 élèves)[9]. Le classement s'établit sur les critères suivants : nombre de spécialités, taux de réussite au bac, taux de mentions, proportion d'élèves de première qui obtient le baccalauréat en ayant fait les deux dernières années de leur scolarité dans l'établissement, valeur ajoutée (calculée à partir de l'origine sociale des élèves, de leur âge et de leurs résultats au diplôme national du brevet).
- Pour les classes de prépa B/L, l'établissement est 15e sur 29 au classement large L'Étudiant (regroupement des 3 ENS, Ensae, Celsa, Ensai, Dauphine, masters ENS, UTT, 9 IEP, écoles de commerce BCE & Ecricome)[10].

## Fonctionnement
L'établissement scolaire mixte accueille actuellement des élèves :
- du primaire, avec une école maternelle et élémentaire, une CLIS (Classe d'inclusion scolaire) ;
- du secondaire, avec ses classes de collège dont une ULIS (Unité localisée d'inclusion scolaire, pour enfants ayant des difficultés cognitives), et ses classes de lycée ;
- du supérieur, avec ses classes de prépa B/L.

Il propose des enseignements spécifiques et/ou adaptés : 
- accueil des enfants à difficultés cognitives ;
- prise en charge particulière des élèves dyslexiques ;
- accueil des élèves étrangers (section français langue seconde ou FLS) ;
- filières bi-langues en collège (allemand-anglais ou espagnol-anglais) ;
- section Internationale britannique au collège et au lycée ;
- section binationale Bachibac au lycée ;
- sections européennes allemand ou anglais en collège et en lycée.

C'est aussi un internat pour jeunes filles.

## Personnalités liées

### Directeurs
| Période     | directeur               |
| ----------- | ----------------------- |
| 1906-1990   | Sœurs ursulines         |
| 1990-1996   | Nelly Dubois            |
| 1996-2006   | Thierry Aillet          |
| 2006-2008   | Philippe Paré           |
| 2008-2012   | Bernard Emmanuel Faivre |
| 2012-2013   | Monique Moussali        |
| 2013-2023   | Christophe Gautier      |
| Depuis 2023 | Fabien Marinoni         |

### Anciens élèves
- Yvonne Pouzin
- Jacqueline Auriol[11]
- Véronique Besse
- Jérémy Toulalan
- Catherine Mégret

## Coordonnées de localisation des lieux cités
1. ↑  Château du Plessis-Tison : 47° 14′ 13″ N, 1° 32′ 04″ O